# Màs
Singles de Nelly Furtado
Manos Al Aire Bajo Otra Luz
Más est le deuxième single de Nelly Furtado issu de Mi Plan. Il sort le 21 juillet 2009.

## Clip Video
Il montre Furtado et son petit ami dans des situations différentes.
La plupart des scènes sont dans une chambre avec un grand miroir et un fauteuil. Tout d'abord, Furtado et son petit ami sont montrés pendant le petit déjeuner. Puis la nuit tombe il s'en va, quand Furtado est déjà au lit, il rentre tard et se couche, aussi. Puis ils s'assoient dans la salle de séjour, et quand il quitte la pièce, elle fouille dans l'ordinateur. Elle se rend compte qu'il la trompe. Alors, elle se rend à l'adresse et attend son petit ami et klaxonne pour qu'il sorte de la maison. Elle descend de la voiture et s'énerve sur les amants. Elle se bat
avec son petit ami et à la fin de la vidéo, elle retourne dans sa voiture.